# Yuko Nasaka

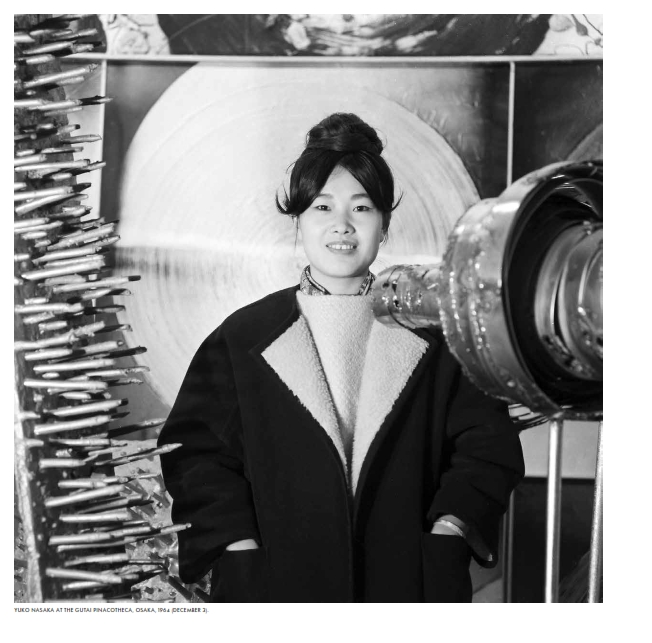
Yuko Nasaka

Yuko Nasaka (japanisch 名坂 有子 Nasako Yuko; * 1938 in Konohana-ku, Osaka) ist eine japanische Künstlerin, die vor allem durch ihre Mitgliedschaft in der japanischen Avantgarde-Gruppe Gutai Art Association bekannt wurde. Sie trat der Bewegung 1963 bei und war eine der wenigen Frauen, die sich aktiv an der experimentellen Ausrichtung des Kollektivs beteiligten. Sie lebt und arbeitet in Osaka.

## Leben
Yuko Nasaka wurde als zweite von sechs Geschwistern im Stadtteil Konohana in Osaka geboren. Ihre Eltern waren Yogashige und Matsue Takeda. Während des Zweiten Weltkriegs wurde sie als Grundschülerin nach Takarazuka evakuiert. Während ihrer Schulzeit an der Osaka Municipal Utashima Junior High School begann sie mit der Ölmalerei. Eine Ausstellung im Louvre inspiriert sie nachhaltig. Im selben Jahr stirbt ihr Vater. Yuko Nasaka tritt 1953 in die Osaka Prefectural Ichioka High School ein, die eine starke künstlerische Tradition hat. Dort trat sie dem Kunst-Club bei. Einer ihrer Lehrer war Senkichiro Nasaka, den sie später heiratete. 1956 schrieb sie sich an der Osaka Shoin Women’s University für den Studiengang „Alltägliches Leben“ ein. Nach ihrem Abschluss heiratete sie Senkichiro Nasaka und zog nach Ibaraki City. 1960: Geburt ihrer ersten Tochter.
Unter dem Einfluss von Kazuo Shiraga, einem Schulfreund ihres Mannes, begann Yuko Nasaka, ihre Werke auf Ausstellungen zu präsentieren. Sie gewann den Preis des Bürgermeisters der 15. Ashiya City Exhibition und nahm regelmäßig an der Ibaraki City Exhibition teil, auch als Jurymitglied. Nika-Ausstellung in Tokio zeigt sie Arbeiten mit perforierten Oberflächen und lernt Jirō Yoshihara kennen. Im selben Jahr nimmt sie an der Eröffnungsausstellung der Gutai-Pinakothek in Osaka teil. 1963 tritt sie der Gutai Art Association bei, mit der sie bis zu deren Auflösung 1972 jährlich ausstellt. 1966: Geburt der zweiten Tochter.
Yuko Nasaka entwirft 1970 die Außenwände für das Projekt Little World, das Teil der japanischen Wissenschafts- und Technologieausstellung auf der Expo ’70 in Osaka ist. Sie beteiligt sich an den Produktionskosten des Gemeinschaftswerks Garden on Garden, das von Mitgliedern der Gutai für die Freiluftkunstausstellung der Expo geschaffen wird. Nach dem Tod von Jirō Yoshihara wird die Gutai Art Association 1972 aufgelöst. 1986 findet eine gemeinsame Ausstellung mit ihrem Ehemann Senkichiro in der ABC Gallery in Osaka statt.

## Werk
Yuko Nasakas Arbeiten zeichnen sich durch die Verbindung von industriellen Materialien und Technologien mit künstlerischer Sensibilität aus. Ihr Markenzeichen sind kreisförmige Reliefs, die häufig mit mechanischen Werkzeugen und industriellen Medien wie Lack und Harz hergestellt werden. Diese Werke spiegeln eine Faszination für kosmische Muster und natürliche Zyklen wider und verkörpern die Gutai-Idee, traditionelle Kunstformen zu überwinden und neue Wege zu beschreiten. Yuko Nasakas künstlerische Praxis zeichnet sich durch den Einsatz von maschineller Präzision und handwerklicher Detailarbeit aus. Ihre Arbeiten thematisieren die Beziehung zwischen Mensch, Technologie und Natur und stehen exemplarisch für den innovativen Geist der Gutai-Gruppe, Kunst und Technologie auf neuartige Weise zu verbinden.

## Ausstellungen
Yuko Nasaka nahm an den international beachteten Ausstellungen der Gutai Art Association teil und wurde in jüngster Zeit in wichtigen Retrospektiven der Gutai-Bewegung sowie in Einzelausstellungen gezeigt. Vor allem in Europa und Nordamerika wurde sie durch Ausstellungen zur Nachkriegsavantgarde bekannt.

## Rezeption
Yuko Nasakas Werk gilt heute als wichtiger Beitrag zur japanischen Nachkriegskunst und zum Dialog zwischen östlicher und westlicher Ästhetik. Ihre Werke sind weltweit in bedeutenden Museen und Sammlungen vertreten, darunter das Ashiya City Museum of Art and History und andere Institutionen der Gutai-Gruppe.